# Electric Entertainment
Electric Entertainment — телевізійна та медіа-виробнича компанія, заснована 2001 року ветераном сценаристом і продюсером Діном Девліном й очолювана Девліном разом із партнерами Марком Роскіном і Рейчел Олшан.

## Історія
Electric Entertainment було засновано, коли багато співробітників Centropolis Entertainment, разом із Діном Девліном, залишили організацію у 2001 році. Це була, зокрема, програма її розробки, яка спочатку контролювалася Centropolis, зі стрічкою Eight Legged Freaks, який є першим фільмом, який було створено компанією.
Пізніше того ж року студія уклала угоду з Paramount Pictures, щоб отримати доступ Electric до плану розробки Paramount.
П’ять років потому студія уклала угоду з Metro-Goldwyn-Mayer щодо розповсюдження свого контенту для художніх фільмів.
У 2019 році студія запустила власний потоковий сервіс Electric Now, щоб надати свій контент для потокового діапазону OTT, і він працюватиме на всіх цифрових платформах.

## Electric Visual Effects
«EFX» — внутрішній підрозділ Electric Entertainment, очолюваний Марком Франко. Компанія складається з ветеранів індустрії фільмів, котрі раніше працювали над проєктами, продюсованими Діном Девліном.

## Фільмографія

### Фільми
| Дата виходу      | Заголовок                                          | Примітки                                                                       |
| ---------------- | -------------------------------------------------- | ------------------------------------------------------------------------------ |
| 17 липня 2002    | «Атака павуків»                                    | вироблений у співпраці з Village Roadshow Pictures і Centropolis Entertainment |
| 10 вересня 2004  | «Стільниковий»                                     | вироблений у співпраці з New Line Cinema                                       |
| 5 грудня 2004    | «Бібліотекар: У пошуках списа долі»                | телефільм                                                                      |
| 28 червня 2006   | «Хто вбив електромобіль?»                          | документальний                                                                 |
| 22 вересня 2006  | «Ескадрилья «Лафаєт»»                              |                                                                                |
| 3 грудня 2006    | «Бібліотекар: Повернення в копальні царя Соломона» | телефільм                                                                      |
| 7 грудня 2008    | «Бібліотекар: Прокляття Юдиного потиру»            | телефільм                                                                      |
| 24 червня 2016   | «День незалежності: Відродження»                   | вироблений у співпраці з Centropolis Entertainment                             |
| 13 січня 2017    | «Книга кохання»                                    | поширювач                                                                      |
| 20 жовтня 2017   | «Геошторм»                                         | вироблений у співпраці зі Skydance Media                                       |
| 3 листопада 2017 | «ЛБД»                                              | поширювач                                                                      |
| 4 травня 2018    | «Лігво монстра»                                    | поширювач                                                                      |

### Телебачення
| Рік     | Заголовок      |
| ------- | -------------- |
| 2005    | «Трикутник»    |
| 2008—12 | «Противага»    |
| 2014—18 | «Бібліотекарі» |
| 2018    | «Аванпост»     |
| TBA     | «Off Tropic»   |